# Ancylodes
Ancylodes is een geslacht van vlinders van de familie snuitmotten (Pyralidae), uit de onderfamilie Phycitinae.

## Soorten
- A. dealbatella (Erschoff, 1874)
- A. dunensis Rose, 1981
- A. ilella Swinhoe, 1884
- A. lapsalis (Walker, 1859)
- A. pallens Ragonot, 1887
- A. penicillata Turner, 1905